# Kohlhiesels Töchter (film 1930)
Kohlhiesels Töchter è un film del 1930 diretto da Hans Behrendt.

## Produzione
Il film fu prodotto dalla Henny Porten Filmproduktion per Nero-Film AG.

## Distribuzione
Distribuito dalla Vereinigte Star-Film GmbH, il film - che ottenne il visto di censura il 28 ottobre - uscì nelle sale cinematografiche tedesche il 5 novembre 1930.